# سيرجيو ألبفيريو
سيرجيو ألبفيريو (من مواليد 17 يناير 1939)  عالم رياضيات وفيزيائي رياضي سويسري يعمل في العديد من مجالات الرياضيات وتطبيقاتها.

## نبذة
هو معروف على وجه الخصوص بعمله في نظرية الاحتمالات، والتحليل (بما في ذلك التحليل اللانهائي، وغير القياسي، والتحليل العشوائي)، والفيزياء الرياضية، وفي مجالات الجبر، والهندسة ، ونظرية الأعداد، وكذلك في التطبيقات، من الطبيعي إلى العلوم الاجتماعية و الاقتصادية.

## الروابط الخارجية
- الصفحة الرئيسية لسيرجيو البيفيرو في جامعة بون
- سيرجيو ألبفيريو في مركز هاوسدورف للرياضيات
- سيرجيو البيفيرو في مشروع علم الأنساب في الرياضيات